# Frieder Jentsch
Frieder Jentsch (* 12. September 1947 in Chemnitz) ist ein deutscher Mineraloge und Wissenschafts-/Technikhistoriker.

## Leben
Jentsch wurde 1947 als Sohn eines Schulhausmeisterehepaars geboren. Nach Ablegen des Abiturs an einer Erweiterten Oberschule in Karl-Marx-Stadt studierte Jentsch ab 1966 an der Bergakademie Freiberg Mineralogie. Dort war er ab 1971 an der geowissenschaftlichen Lehre und Forschung auf dem Lagerstättensektor beteiligt. 1979 wurde er mit einer Arbeit über die Minerogenie glasiger Subsequenzvulkanite im sächsischen Raum zum Dr. rer. nat. promoviert.
Von 1982 bis 1985 war er mit der Neuordnung der Petrographischen Sammlung des Instituts für Mineralogie und der Gestaltung einer Ausstellung befasst, die in ihren Grundzügen bis heute Bestand hat. Von der Neugründung 1985 bis 2005 war er Leiter der Kustodie der TU Bergakademie Freiberg und wissenschaftlicher Mitarbeiter am Institut für Wissenschafts- und Technikgeschichte. Bei Eberhard Wächtler legte er 1990 seine Promotion B über den von Stalin liquidierten Freiberger Absolventen und russischen Juden Rudolf Lasarewitsch Samoilowitsch zum Dr. sc. phil. ab.
Für die PDS bzw. Die Linke gehörte Jentsch von 1994 bis 2009 dem Stadtrat von Chemnitz an, und war umweltpolitischer Sprecher derer Stadtratsfraktion. Er ist Vorstandsmitglied des Chemnitzer Geschichtsvereins und Redakteur für dessen Publikationen. Jentsch ist Autor zahlreicher geowissenschaftlicher und wissenschafts-/technikgeschichtlicher Monographien und Aufsätze mit einem Fokus auf den Raum Erzgebirge und Chemnitz. In den Erzgebirgischen Heimatblättern publiziert er eine geologische Beitragsreihe unter dem Titel Steine in der Stadt….

## Schriften (Auswahl)
- Zur Minerogenie glasiger Subsequenzvulkanite im sächsischen Raum (= Freiberger Forschungshefte C361), TU Bergakademie Freiberg 1981, DNB 810607697.
- Glück auf. Liederbuch der Bergakademie Freiberg, TU Bergakademie Freiberg 1981, DNB 209008083.
- (mit Lothar Riedel) Schmucksteingewinnung in Rottluff-Altendorf. Ein Beitrag zur Geologie, zum Bergbau und zur Stadtgeschichte von Karl-Marx-Stadt (= Beiträge zur Heimatgeschichte von Karl-Marx-Stadt Band 28), Stadtarchiv, Karl-Marx-Stadt 1986, DNB 101862029X.
- Rudol'f Lazarevich Samojjlovich. Streiflichter seines Lebens, Diss. B, TU Bergakademie Freiberg 1990, DNB 910436304.
- Begegnungen mit fast vergessenen Kostbarkeiten. Ein Beitrag zum zehnjährigen Bestehen der Kustodie an der Technischen Universität Bergakademie Freiberg 1985–1995, TU Bergakademie Freiberg 1995, DNB 948753757.
- TU Bergakademie Freiberg – Gesteinssammlung, TU Bergakademie Freiberg 1997, DNB 950665347.
- Bericht von Christian Friedrich Brendel aus dem Jahr 1828 über die Modellsammlung der Bergakademie Freiberg (= Schriftenreihe Akten und Berichte vom sächsischen Bergbau, Heft 39), Kugler, Kleinvoigtsdorf 2002, DNB 964100606.
- Technische Modelle aus Freiberg im Bergbaumuseum von Sankt Petersburg, St. Petersburg, Freiberg 2003.
- (mit Gert Richter) Carl Gottlieb Irmscher 1763–1829. Vom Spinnmaschinenbauer zum Unternehmer einer Baumwollmaschinenspinnerei (= Chemnitzer Lebensbilder Band 10), Verlag Heimatland Sachsen, Chemnitz 2016, ISBN 978-3-910186-80-4.